# Peninsula Azuero

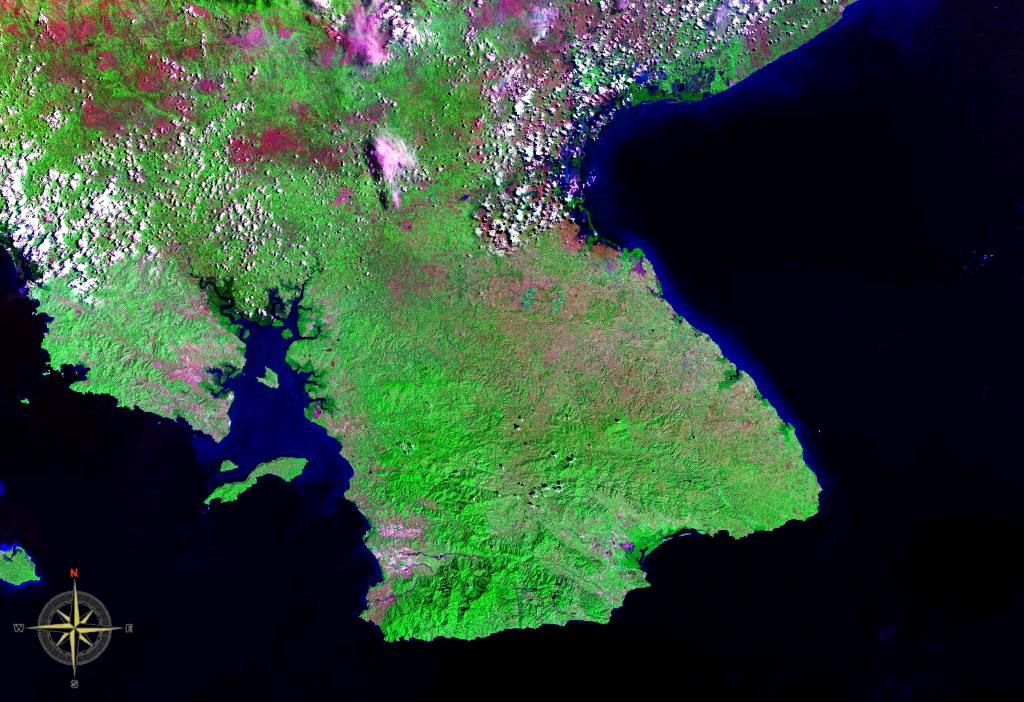
Peninsula Azuero văzută din spaţiu (cromatică falsă)

Peninsula Azuero (spaniolă Península de Azuero) este o peninsulă în sudul statului Panama, fiind înconjurată de Oceanul Pacific în sud, de Pacific și Golful Montijo în vest, și de Golful Panama în est.